# 湖東町
湖東町（ことうちょう）は、滋賀県愛知郡にかつて存在した町。「湖東町」という町名であるが、琵琶湖には面していない。

## 歴史

### 町名の由来
「湖東平野」に位置することと、3村合併以前から存在する「湖東中学校」の校名が地域に浸透していたことに由来。「押立町」も町名の候補に挙がっていたが、豊椋村住民からの反対で却下された。

### 沿革
- 1954年（昭和29年）11月3日 - 愛知郡豊椋村・西押立村・東押立村が合併して愛知郡湖東町が発足。
- 2005年（平成17年）2月11日 - 八日市市・愛知郡愛東町・神崎郡永源寺町・五個荘町と合併して東近江市が発足[2]。同日湖東町廃止。

## 姉妹都市
- レトビック（スウェーデン）

## 教育
保育園・幼稚園
- 湖東町立ひばり保育園（平松）
- 湖東町立湖東第一幼稚園（下里）
- 湖東町立湖東第二幼稚園（南菩提寺）
- 湖東町立湖東第三幼稚園（小田苅）

小学校
- 湖東町立湖東第一小学校（下里）
- 湖東町立湖東第二小学校（南菩提寺）
- 湖東町立湖東第三小学校（小田苅）

中学校
- 湖東町立湖東中学校（横溝）

## 交通

### 鉄道
湖東町内に鉄道は通っていない。最寄駅は近江鉄道八日市駅で、湖国バス（合併後は市営のちょこっとバス）が八日市駅と湖東町内を結んでいる。

### 道路
- 一般国道
  - 国道307号
- 主要地方道
  - 滋賀県道13号彦根八日市甲西線
  - 滋賀県道28号湖東愛知川線
- 一般県道
  - 滋賀県道213号湖東彦根線
  - 滋賀県道216号雨降野今在家八日市線
  - 滋賀県道221号目加田湖東線
  - 滋賀県道218号横溝秦荘線
  - 滋賀県道327号湖東八日市線
  - 滋賀県道508号中里山上日野線
  - 滋賀県道529号小田苅愛知川線

## 名所・史跡
- 押立神社 - 大門と本殿が重要文化財。
- 春日神社
- 善明寺 - 阿弥陀如来坐像大小2躯が重要文化財。
- 南花沢のハナノキ・北花沢のハナノキ - 国の天然記念物。
- ひばり公園
  - 湖東スタジアム
- すこやかの杜
- 平成の杜
- 湖東町歴史民俗資料館 - 旧西押立国民学校の木造校舎を活用した資料館。
- 近江商人郷土館
- 西堀榮三郎記念・探検の殿堂
- 湖東味咲館（農産物直売所）

## 祭事・催事
- ことぼん - 8月にひばり公園で行われるイベント。2023年のイルミネーションイベント「コトナリエ」の終了により、2024年からその前身の「ことう夏まつり」を「ことぼん」として復活させた[3]。